# 콘 (바이올리니스트)
KoN은 대한민국의 바이올리니스트, 작곡가다. 2010년 1집 앨범 [누에보 집시]로 데뷔했다.

## 방송
- 스즈코의 사랑 (2012)
- 붉은 실의 여자 (2012)
- 히든싱어 3 (2014) - 
  - 시즌 3 이적편 준우승
  - 시즌 3 왕중왕전 9위
- 너의 노래를 들려줘 (2019) - 조한석 역

## 수상
- 제13회 대한민국 나눔대상 특별대상 (2018)
- 세계문화예술교류대상 (2018)
- 제6회 대한민국 창조문화예술대상 (2018)
- 제5회 대한민국 지역사회공헌대상 (2018)